# Zlatá legenda
Zlatá legenda (latinsky Legenda aurea) je středověká sbírka životopisů svatých (hagiografií, tj. životopisů bez zázraků), legend (tj. životopisů se zázraky) a traktátů k církevním svátkům. Sestavil jí dominikánský mnich Jakub de Voragine koncem 13. století. Ve staré české verzi, nazývané Staročeský pasionál, přináší i několik ukázek z legend o českých světcích (sv. Václav, sv. Vojtěch, sv. Prokop, sv. Ludmila), které byly k základnímu souboru přidány.

## Historie

### Autor
Zlatou legendu sestavil nejspíše mezi lety 1260 a 1267 italský dominikánský mnich a pozdější biskup Jakub de Voragine. Dominikánským mnichem se Jakub stal v roce 1244 a studia absolvoval v Paříži, Kolíně a Bologni. Od roku 1292 až do své smrti 1298 byl Jakub arcibiskupem v Janově. Jako světec byl ctěn ihned po své smrti a v roce 1299 mu byla postavena socha se svatozáří. Jakub byl blahořečen v roce 1816 papežem Piem VII., oficiálně svatořečen dosud patrně nebyl.
Dominikáni byli velmi vzdělaní, žili v dobrovolné chudobě a chtěli působit hlavně na prostý lid. Jakub jako člen řádu Dominikánů chtěl pro své bratry kazatele připravit příručku pro jejich kázání na vzdálených misích. Protože byl zkušený církevní profesionál a velmi schopný spisovatel a vypravěč, podařilo se mu vytvořit knihu, která se ve své době stala bestsellerem a byla přeložena do mnoha jazyků.

### Obsah legendy

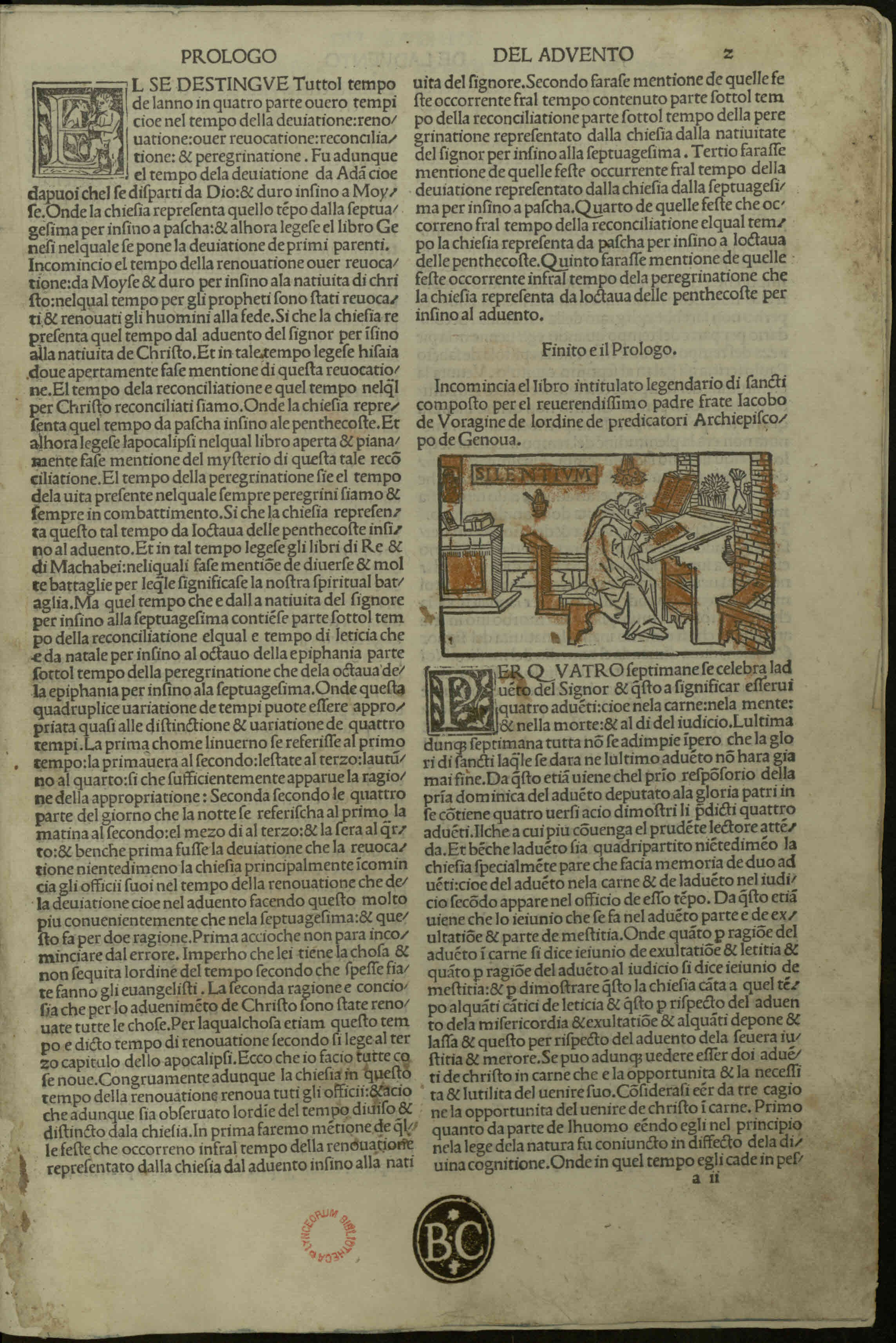
Legenda Aurea, 1499.

Obsahem legendy jsou životopisy svatých, které jsou seřazeny podle dat svých svátků v církevním kalendáři. Kazatelé na svých cestách tak měli na každý den téma ke kázání a často sami doplňovali legendy o místní světce. Příručka původně obsahovala 176 legend, ale během čtyř století se značně rozrostla. V současnosti obsahuje kolem 1065 příběhů a stále jsou nalézány další latinské rukopisy.
Ve středověku patřily legendy o světcích sepisované v klášterních skriptoriích k nejoblíbenějšímu literárnímu žánru. Inspirovaly se biblickými příběhy, nejstarší mytologií, hrdinskými eposy nebo místním bájeslovím středověkých národů. Nejrozšířenější legendy byly šířeny mezi prostým lidem, měly rychlý spád děje, vzrušení, hrůzu a dojetí. Zlatá legenda Jakuba de Voragine se stala nejoblíbenějším souborem životopisů svatých právě proto, že byla čtivá a srozumitelná všem vrstvám obyvatelstva.  

### Využití legendy
Zlatá legenda plná poutavých příběhů sloužila jako námět kázání nebo pro individuální zbožnost. Stala se také bohatým inspiračním zdrojem pro umělce. Legenda později zastínila všechny ostatní sbírky legend a byla nazvána Zlatá legenda. Dodnes se zachovala ve více než tisíci latinských rukopisech a mnoha překladech. Nakladatelství po celém světě ji vydávají i v současnosti.

## Překlady legendy
V dominikánských klášterech se snad nejdříve označovala jako Legenda sanctorum. Název Zlatá legenda dostala Jakubova sbírka až dodatečně v důsledku rozšíření a všeobecné oblíbenosti. Vyprávěla o víře a naději v tak poutavých příbězích, že byla srozumitelná jak pro duchovní, tak pro nejprostší laiky.
Již ve 13. století byla překládána a adaptována do národních jazyků. Příběhy z ní pronikaly do lidových vyprávění a byly využity i v pohádkách. Česky byla zpracována v roce 1357 neznámým českým dominikánem působícím na Pražském hradě. Bylo to na základě požadavku kancléře Karla IV. - Jana ze Středy. Tato staročeská verze překladu byla nazvaná Staročeský pasionál a patří k vrcholům tehdejší církevní prózy. Její vliv v českém prostředí byl velký, inspirovaly se jí česká legendaria (tj. soubory legend), ve kterých vystupovali čeští světci.
První novodobý překlad Zlaté legendy vyšel v nakladatelství Vyšehrad v 1984. Byl koncipován tak, aby v něm byly zastoupeny nejrůznější typy Jakubových legend. V témž duchu byl výbor později (2012) rozšířen, takže zpřístupňuje česky asi třetinu Zlaté legendy.

## Zdroje a prameny legendy
Svým charakterem legenda navazuje na tradici řeckého dobrodružného románu. Jejími hrdiny jsou však evropští a asijští světci (např. Barlaam a Josafat) a především první křesťanští mučedníci. Autor do legendaria zařadil světce od nejstarších (sv. Štěpán) po novodobé (sv. František).
Jakub de Voragine bohatě čerpal z dalších pramenů, a proto je Zlatá legenda z velké části kompilací. U světců, jejichž historicita je doložena autentickými prameny, čerpá autor z těchto pramenů a často je cituje (např. u sv. Řehoře nebo u sv. Augustina vkládá citáty z jejich spisů a epištol).
Při sepisování legend čerpal ze Životů Otců (většina legend o východních světcích), Eusebiovy Církevní historie (Ekklésastiké historiá), na ní navazujících Trojdílných církevních dějin (Historie ecclestiastica tripartita) a Školské historie (Historia scholastica) Petra z Troyes.